# 서생
서생(書生)은 면학을 본분으로 하는 자를 말한다.

## 일본에서

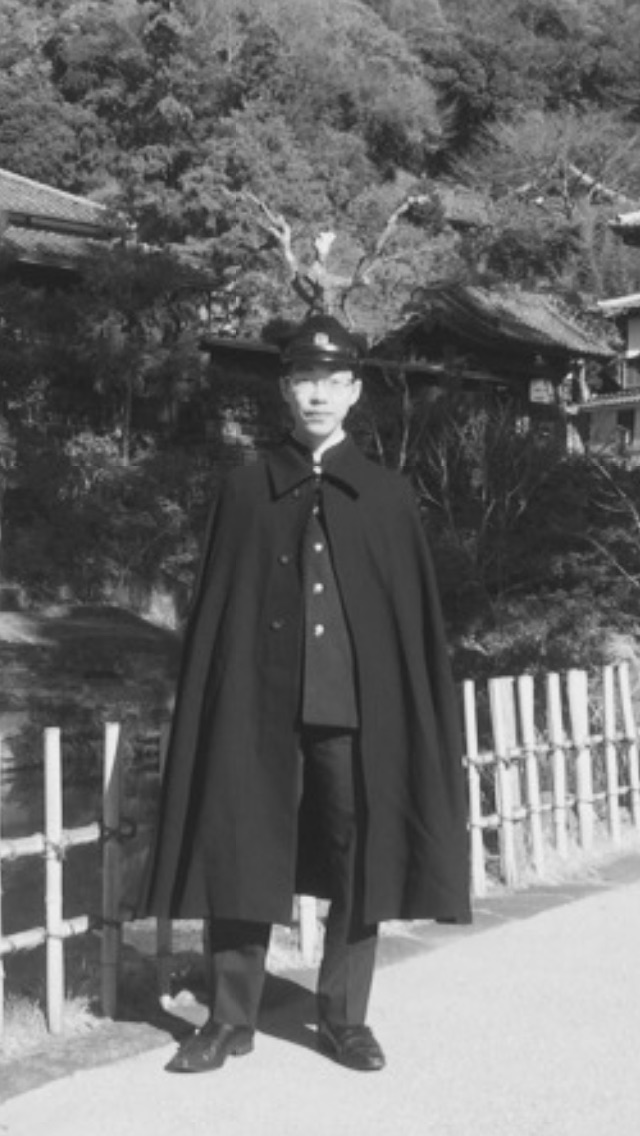
망토와 가쿠란을 입은 다이쇼 시대 학생.

한자어 본래는 면학을 할 생활의 여유가 되는 사람이라는 뜻이었지만, 근대 이후 일본에서는 남의 집에 숙식하며 그 집의 허드렛일을 거들면서 공부하는 고학생의 의미를 가지게 되었다.
1872년에 학제가 반포되자 지방에서 도시로 상경해서 고등학교나 대학에 다니는 국내유학생들이 나타나게 되었다. 그러나 당시에는 독신자가 거주하기에 적합한 주거환경이 드물었고, 취사나 빨래 등의 집안일에도 익숙하지 않은 젊은이들이 대부분이었기 때문에, 이 학생들은 대부분 친척집에 얹혀 살거나, 집세나 식비를 제공하고 남의 집에 하숙하는 것이 보통이었다.
또한 생활비가 궁한 사람에 대해서 동향 출신 독지가가 자기 주거지에 학생을 들이고 간단한 집안일(청소, 상점 잡무, 정서, 장작패기, 자녀 통학 마중 등)를 시키는 일이 생겨났다. 그래서 “서생”이라는 말이 남의 집에 하숙하며 집안일이나 잡일을 도와가며 공부하는 젊은이”를 일컫게 되었다. 독지가 측에서도 동향 인텔리를 서생으로 들이는 것이 사회적 신분을 보여주는 증표가 되었고, 서생이 출세해서 중앙관료가 되었을 때 인맥을 이용할 수 있다는 타산적 계산도 있었다.
1890년대 이후(메이지 시대 후기)가 되면, 각 학교에 기숙사가 정비되면서 이런 하숙서생이 감소해가는데, “하숙하며 공부하는 자 = 서생”이라는 이미지가 정착하여 대공황 시대가 되면 학생이 아니더라도 정치가나 작가의 집에 기숙하며 특정 분야를 수련하는 사람들도 서생이라 부르게 되었다.